# الممرح (مناخة)

تعديل مصدري - تعديل

الممرح هي إحدى قرى عزلة المغارب العليا بمديرية مناخة التابعة لمحافظة صنعاء، بلغ تعداد سكانها 176 نسمة حسب تعداد اليمن لعام 2004.